# Konradshöhe
Konradshöhe, Berlin-Konradshöhe – dzielnica (Ortsteil) Berlina w okręgu administracyjnym Reinickendorf. Od 1 października 1920 w granicach miasta.
W latach 90. w dzielnicy mieszkał niemiecki piosenkarz Matthias Reim.